# Zelaya (province de Buenos Aires)
Pour les articles homonymes, voir Zelaya.
Zelaya est une ville argentine de la province de Buenos Aires. Elle appartient à l'arrondissement de Pilar et est située à 61 km au nord-ouest de la capitale Buenos Aires.
Selon l'histoire locale, c'est la ville où a eu lieu en 1630 le Miracle de Notre-Dame de Lujan.

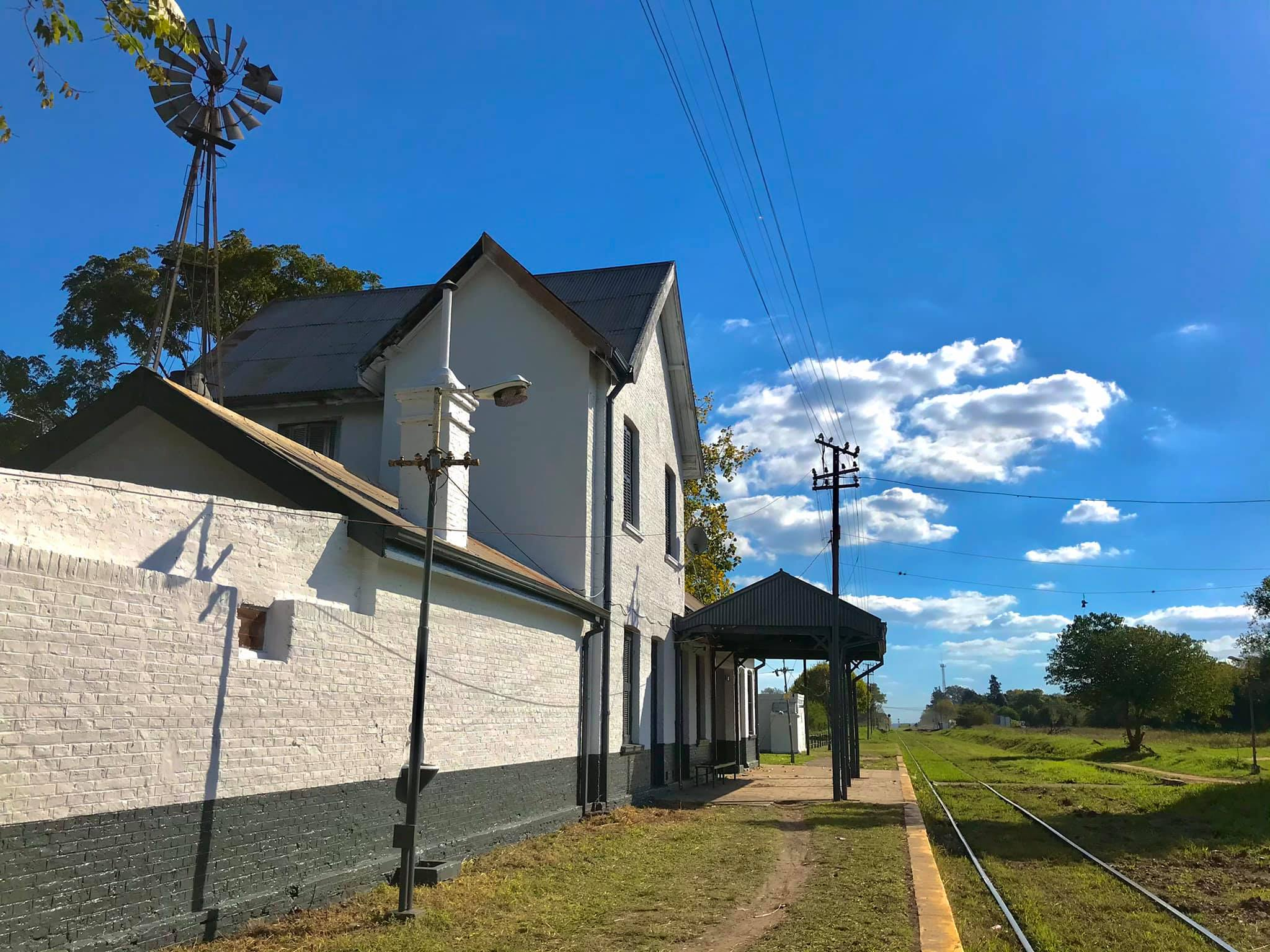
Gare

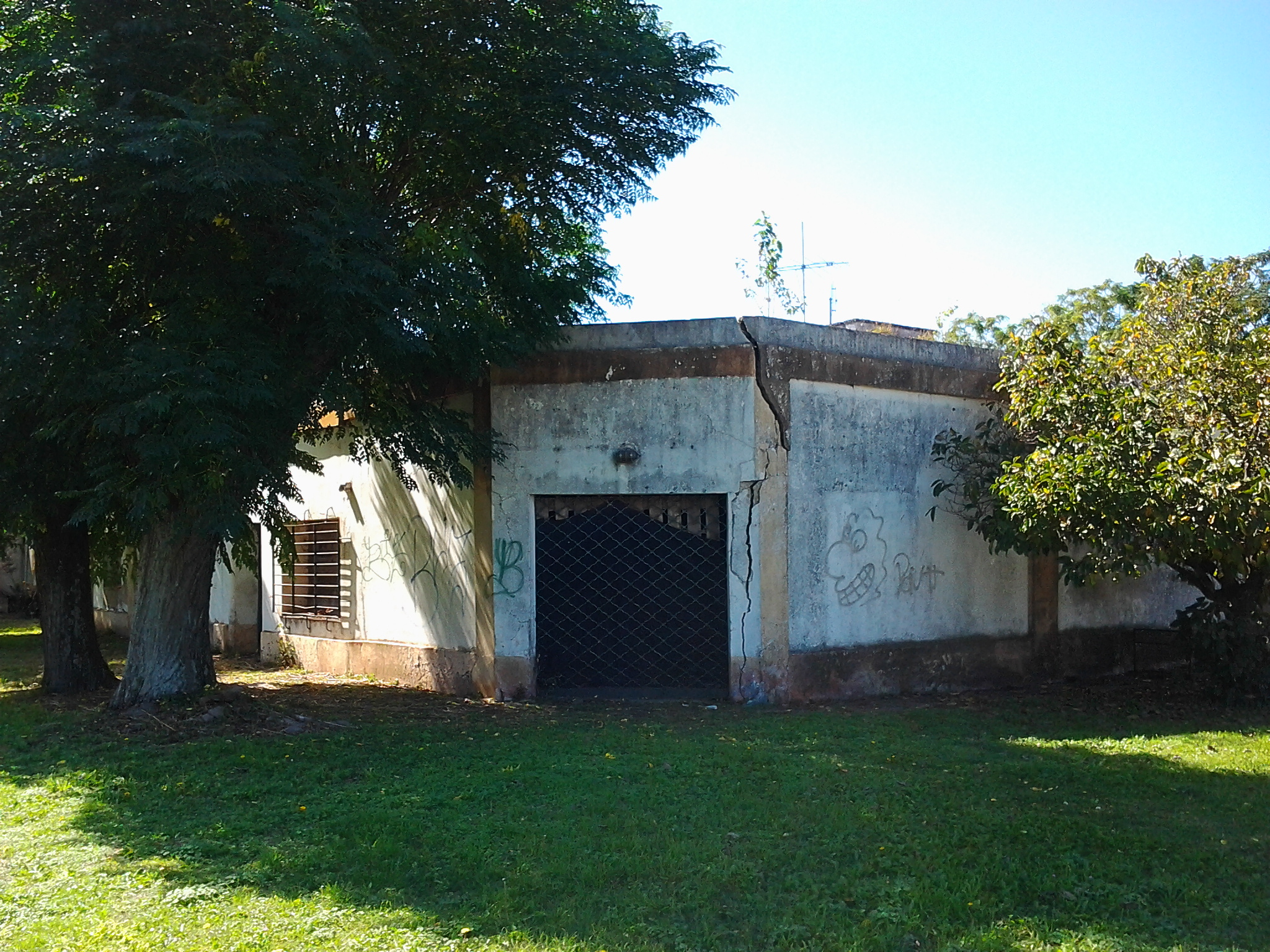
Stocker de Ramos Général

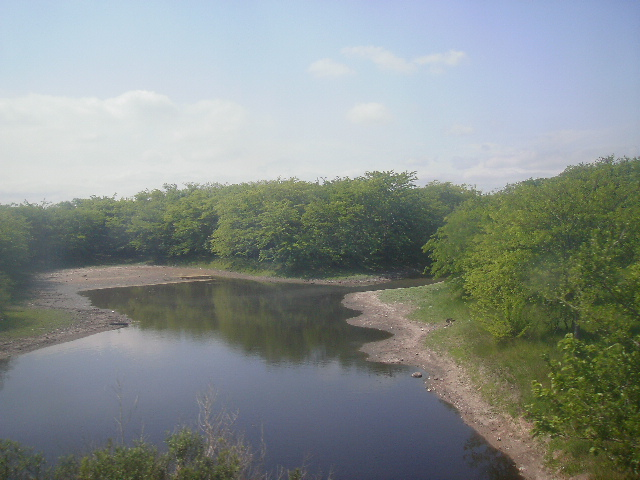
Rivière de Luján